# Love Is Best
Love is Best é a segunda coletânea da cantora japonesa Ai Otsuka, lançado dia 11 de novembro de 2009. O álbum foi lançado em dois formatos, CD e CD + DVD. O álbum contém quinze músicas com tema de amor, algumas canções ganharam versões especialmente para essa coletânea. O álbum também contém um faixa inédita chamada "Is", que foi usado para promover o álbum e foi também usada em comerciais de TV para "TOPVALU HEATFACT", uma empresa que produz roupas. 
O álbum ganhou certificacão de Ouro pela RIAJ, pelas 100.000 cópias vendidas.

## Faixas

### Álbum
1. Is
2. Aisu×Time
3. Daisuki da yo (大好きだよ。)
4. Ticket (チケット)
5. Kimi Fechi (君フェチ)
6. HEART
7. Futatsuboshi Kinenbi:Shinkon Hiyori (ふたつ星記念日 ～新婚日和～)
8. Sakuranbo (さくらんぼ)
9. Strawberry Jam
10. Drop.
11. Amaenbo:Wedding (甘えんぼ ～Wedding～)
12. Kimi ni Kaeru (キミにカエル。)
13. Amai Kimochi Maru Kajiri (甘い気持ちまるかじり)
14. Renai Shashin:Haru (恋愛写真 -春-)
15. Pocket:Last Love Letter (ポケット ～Last Love Letter～)

### DVD
1. Is (Vídeo Clip)
2. Aisu×Time (Vídeo  Clip)
3. Daisuki da yo. (Vídeo  Clip)
4. HEART (Vídeo  Clip)
5. Sakuranbo (Vídeo Clip)
6. Amaenbo: Wedding (Vídeo Clip)